# 로 코드 개발 플랫폼
로 코드 개발 플랫폼(Low-code development platform, LCDP)은 일반적으로 그래픽 사용자 인터페이스를 통해 응용 소프트웨어를 만드는 데 사용되는 개발 환경을 제공한다(일부 코딩이 가능하고 필요할 수 있지만 코드 작성만 하는 것과 반대). 로 코딩된 플랫폼은 완전히 작동 가능한 애플리케이션을 생성하거나 특정 상황에 대해 추가 코딩이 필요할 수 있다. 로 코드 개발 플랫폼은 일반적으로 추상화 수준이 높으며 기존에 소요되는 시간을 줄여 비즈니스 애플리케이션 제공을 가속화할 수 있다. 일반적인 이점은 코딩 기술을 갖춘 사람뿐만 아니라 공통 규칙 및 규정을 준수할 수 있는 올바른 거버넌스가 필요한 사람 등 더 넓은 범위의 사람들이 애플리케이션 개발에 기여할 수 있다는 것이다. 또한 LCDP는 설정, 교육, 배포 및 유지 관리에 드는 초기 비용을 낮출 수 있다.
로 코드 개발 플랫폼의 뿌리는 1990년대와 2000년대 초반의 4세대 프로그래밍 언어와 고속 응용 프로그램 개발 도구로 거슬러 올라간다. 이러한 이전 개발 환경과 유사하게 LCDP는 모델 구동형 아키텍처, 자동 코드 생성 및 시각적 프로그래밍 원칙을 기반으로 한다. 최종 사용자 개발이라는 개념은 이전에도 존재했지만 LCDP는 이 개발에 접근하는 몇 가지 새로운 방법을 제시했다. 로 코드 개발 플랫폼 시장의 기원은 2011년으로 거슬러 올라간다. "로 코드"라는 구체적인 이름은 업계 분석가인 포레스터 리서치(Forrester Research)가 사용했던 2014년 6월 9일까지 제시되지 않았다. 2017년 포브스 매거진에서는 노코드 개발 플랫폼과 함께 로 코드를 "매우 파괴적인" 것으로 묘사했다.

## 사용
마이크로컴퓨터 혁명의 결과로 기업들은 직원들에게 컴퓨터를 광범위하게 배치하여 소프트웨어를 사용한 비즈니스 프로세스의 광범위한 자동화를 가능하게 했다. 비즈니스 프로세스를 위한 소프트웨어 자동화 및 새로운 응용 프로그램의 필요성은 소프트웨어 개발자에게 조직의 고유한 요구 사항에 맞춰 대량으로 사용자 지정 응용 프로그램을 만들 것을 요구한다. 로코드 개발 플랫폼은 조직의 특정 프로세스 및 데이터 요구 사항을 해결할 수 있는 작동하는 응용 프로그램을 빠르게 생성하고 사용할 수 있도록 하는 수단으로 개발되었다.

## 평가
리서치 회사인 포레스터는 2016년에 로코드 개발 플랫폼의 총 시장이 2020년까지 155억 달러로 성장할 것으로 추정했다. 시장 부문에는 데이터베이스, 요청 처리, 모바일, 프로세스 및 범용 로코드 플랫폼이 포함된다.
로코드 개발의 시장 성장은 유연성과 용이성에 기인할 수 있다. 로코드 개발 플랫폼은 필요하거나 원하는 경우 사용자 지정 코드를 추가할 수 있는 기능을 통해 응용 프로그램의 범용 목적에 초점을 맞추고 있다.
모바일 접근성은 로코드 개발 플랫폼 사용의 주요 동인 중 하나이다. 개발자가 다중 장치 소프트웨어를 만드는 데 시간을 소비하는 대신, 로코드 패키지는 일반적으로 해당 기능을 표준으로 제공한다.
코딩 지식이 덜 필요하기 때문에 소프트웨어 개발 환경의 거의 모든 사람이 로코드 개발 플랫폼 사용법을 배울 수 있다. 드래그 앤드 드롭 인터페이스와 같은 기능은 사용자가 응용 프로그램을 시각화하고 구축하는 데 도움이 된다.

## 보안 및 규정 준수 문제
특히 소비자 데이터를 사용하는 앱의 경우 로코드 개발 플랫폼 보안 및 규정 준수에 대한 우려가 커지고 있다. 앱이 너무 빠르게 구축되어 규정 준수 문제로 이어질 수 있는 적절한 거버넌스 부족 가능성에 대한 우려가 있을 수 있다. 그러나 로코드 앱은 보안 혁신을 촉진하기도 한다. 지속적인 앱 개발을 염두에 두면 안전한 데이터 워크플로를 더 쉽게 만들 수 있다.

## 비판
일부 IT 전문가는 로코드 개발 플랫폼이 대규모 및 미션 크리티컬 엔터프라이즈 응용 프로그램에 적합한지에 대해 의문을 제기한다. 다른 사람들은 이러한 플랫폼이 실제로 개발을 더 저렴하게 만들거나 더 쉽게 만드는지 의문을 제기했다. 또한, 일부 CIO는 로코드 개발 플랫폼을 내부적으로 채택하면 섀도 IT가 구축한 지원되지 않는 응용 프로그램이 증가할 수 있다고 우려를 표명했다.

## 같이 보기
- 최종 사용자 개발
- 시각적 프로그래밍 언어
- 노코드 개발 플랫폼